# Polenta rognosa
La polenta rognosa è un piatto tradizionale del comune di Pettorano sul Gizio (AQ), in Abruzzo. Si prepara utilizzando la farina di mais, macinato, ventresca di maiale e il pecorino d'Abruzzo (PAT). La polenta si accompagna principalmente con il Montepulciano d'Abruzzo, vino rosso rubino DOC, prodotto localmente a chilometro zero.

## Descrizione
(Le canzoni di Pettorano, a cura di Vittorio Monaco, Pelini, Silvio Setta)
La preparazione del piatto unico e generalmente invernale, tipico di Pettorano sul Gizio, dei territori limitrofi della riserva naturale guidata Monte Genzana e Alto Gizio e della cucina abruzzese, prevede l'utilizzo della farina di mais ottenuta nei mulini in pietra ad acqua che costeggiano il fiume Gizio. Questa, finemente lavorata con il setaccio e libera dalla crusca, viene immersa nell'acqua già tiepida del paiolo di rame. Il polentaro quindi mescola con un bastone di legno ("cazzagno"), per più di un'ora, aggiungendo di tanto in tanto ulteriore farina, fino ad ottenere la giunta consistenza. La polenta, una volta pronta, viene stesa su un fresco canovaccio di lino o cotone per farla raffreddare. Nel contempo si prepara il condimento con pezzettini quadrati di ventresca di maiale, macinato di maiale e parmigiano pecorino, prodotto localmente. La polenta viene quindi tagliata a più croci con uno spago di refe in cotone. Le fette, condite a strati, devono riempire il paiolo che viene riposizionato nel camino o sul fuoco per consentire l'amalgama finale. Si serve in piatti di legno con una spolverata di pecorino e con l'accompagnamento di un vino locale, generalmente il rosso rubino Montepulciano d'Abruzzo DOC dei produttori locali.

### Ingredienti e accompagnamento
Ingredienti
- versione classica: farina di mais, ventresca di maiale, macinato di maiale, parmigiano pecorino locale[1].
- ulteriori ingredienti: olio Extra Vergine d'Oliva prodotto localmente, aglio rosso di Sulmona e peperoncino.
- altra versione: salsa di pomodoro, salcicce ed erbe locali della valle Peligna.

Accompagnamento
- carne, contorni e vino: costatine e salcicce di maiale arrosto, funghi e tartufi locali, mugnoli (verdure della famiglia delle crucifere tipiche del monte Genzana) e vino rosso rubino Montepulciano d'Abruzzo DOC, prodotto localmente a chilometro zero[1][2].

## Storia
L'aggettivo rognosa, secondo alcune supposizioni, sarebbe da ricondurre alle macchie della polenta date dal condimento, oppure alla malattia causata per l'eccessivo consumo della carne di maiale e del mais, infine al tipo di lavorazione della tradizionale polenta che richiede tempo e fatica e, per questo motivo, sarebbe detta "rognosa". Conosciuta in passato anche come "polenta dei carbonai", il piatto unico è legato alla storia dei taglialegna e dei carbonai del posto che fino alla metà del Novecento, prima di emigrare per dei lunghi periodi, facevano scorta di questo cibo di sussistenza. Dal 1962, nel periodo dell'epifania, si organizza un evento, antropologicamente rilevante, che celebra il principale piatto tradizionale del paese peligno.
Una sala del castello Cantelmo è stata adeguata ad ospitare il museo digitale dei carbonai.